# Носков, Иван Сергеевич

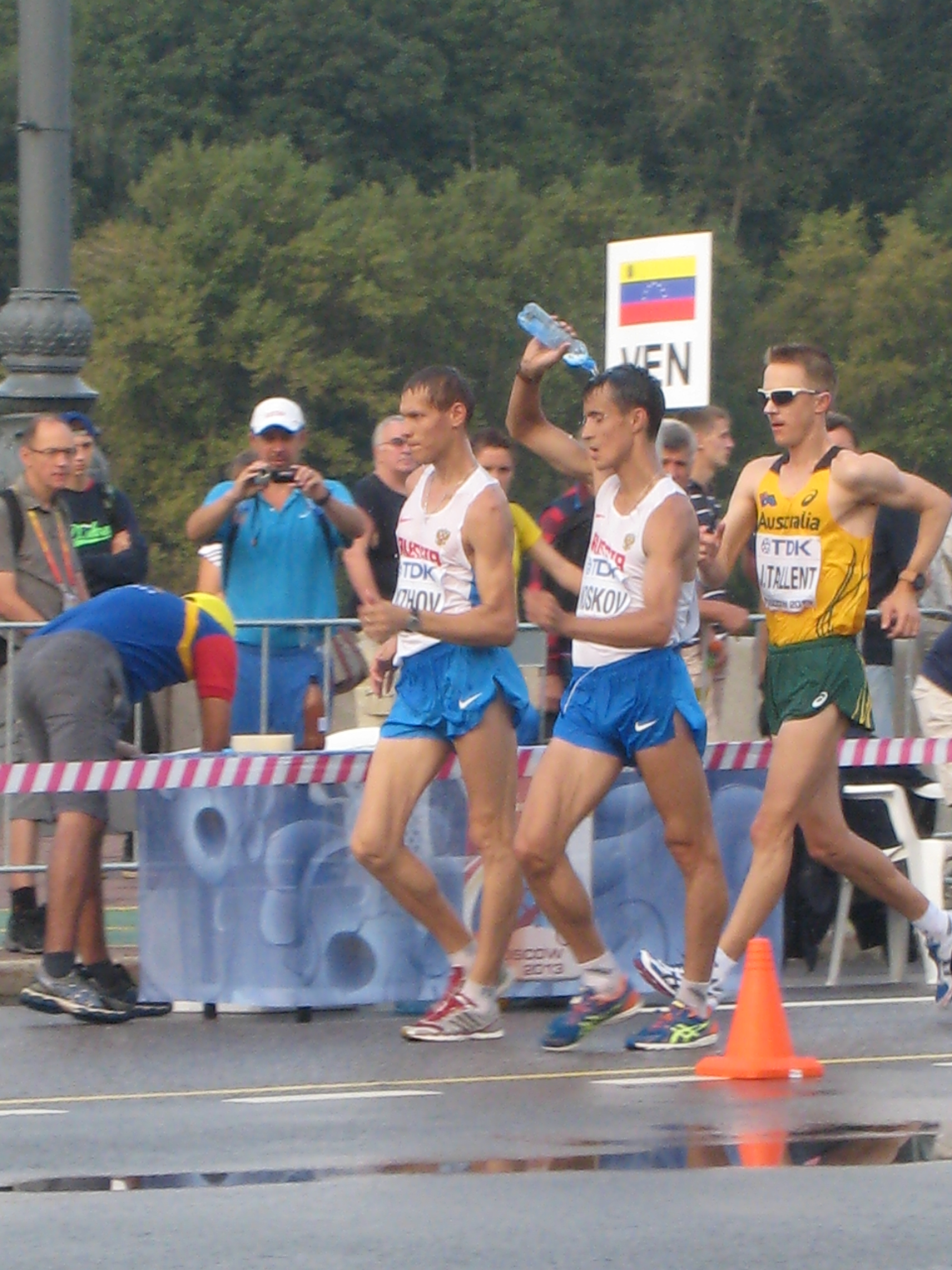
Чемпионат мира по лёгкой атлетике 2013. Ходьба 50 км, мужчины. Российские ходоки Михаил Рыжов (№963) и Иван Носков (№950) и преследователь Джаред Таллент из Австралии

Иван Сергеевич Носков (род. 16 июля 1988, Новопетропавловское, Курганская область) — российский легкоатлет, который специализируется в спортивной ходьбе на 50 километров, бронзовый призёр чемпионата Европы 2014 года. Мастер спорта России международного класса (2012).

## Биография
Иван Сергеевич Носков родился 16 июля 1988 года в селе Новопетропавловское Новопетропавловского сельсовета Далматовского района Курганской области, ныне село входит в Далматовский муниципальный округ той же области.
Окончил Мордовский государственный педагогический институт имени М. Е. Евсевьева по специальности «Педагог физической культуры и учитель безопасности жизнедеятельности».
Носков перешёл заниматься спортивной ходьбой из биатлона. На его физические данные обратила внимание тренер Государственного учреждения дополнительного образования «Центр Олимпийской подготовки Республики Мордовия по спортивной ходьбе В.М. Чёгина» Ольга Владимировна Чернова и позвала попробовать свои силы в спортивной ходьбе.
Спортивный арбитражный суд в октябре 2016 года вынес решение о дисквалификации пятерых российских легкоатлетов, среди них был и Иван Носков. У всех атлетов был обнаружен эритропоэтин (ЭПО). Спортсмены провалили допинг-тест летом 2015 года.
В декабре 2019 года включён в список кандидатов в состав сборной России по легкой атлетике. Его тренируют О.В. Кувшинова, А.А. Юртаев, Р.Р. Яфаров. Его результаты со 2 июня 2015 года по 15 июля 2015 года аннулированы
14 июля 2020 года истёк срок наказания спортсмена. Вскоре после окончания дисквалификации в адрес Носкова поступил запрос от Athletics Integrity Unit, который является независимым дисциплинарным органом World Athletics. Тот в ответ отправил бранное сообщение в стихотворной форме. 24 декабря 2020 года состоялось очередное заседание президиума ВФЛА. Первым пунктом в повестку дня был включен вопрос «О проблемах в развитии легкой атлетики в Республике Мордовия». После обсуждения этого вопроса президиум постановил, что спортивные власти Мордовии должны проинформировать ВФЛА о принятых мерах дисциплинарной ответственности по отношению к Носкову. Носков принял решение об уходе из спорта.
5 февраля 2021 года лишен серебряной медали Кубка Европы 2015 года в спортивной ходьбе на 50 км из-за нарушения антидопинговых правил. Его результаты с 29 января по 2 июня 2015 года аннулированы.
Дальнейшая судьба неизвестна. 

## Награды и звания
- Мастер спорта России международного класса, 27 августа 2012 года[13].
- Мастер спорта России, 23 апреля 2012 года[14].

## Достижения
Серебряный призёр чемпионата России 2014 года в заходе на 35 километров. На чемпионате мира 2013 года занял 7-е место с результатом 3:41.36.
Выступал на Кубке мира по спортивной ходьбе 2012 года в Саранске, где занял 19-е место — 3:55.16.
| Дата соревнования | Место проведения соревнования | Наименование соревнования                          | Категория | Место            | Результат |
| ----------------- | ----------------------------- | -------------------------------------------------- | --------- | ---------------- | --------- |
| 26—27.02.2011     | Сочи                          | Чемпионат и первенства России по спортивной ходьбе | 20 км/х   | 12 →             | 1:25:20   |
| 11—12.06.2011     | Саранск                       | Чемпионат и первенства России по спортивной ходьбе | 20 км/х   | 9 →              | 1:24:54   |
| 18—19.02.2012     | Сочи                          | Чемпионат и первенства России по спортивной ходьбе | 35 км/х   | →                | 2:26:33   |
| 12—13.05.2012     | Саранск                       | Кубок мира по спортивной ходьбе                    | 50 км/х   | 19 →             | 3:55:16   |
| 23—24.02.2013     | Сочи                          | Чемпионат и первенства России по спортивной ходьбе | 35 км/х   | 4 →              | 2:29.04   |
| 19.05.2013        | Дудинце                       | Кубок Европы по спортивной ходьбе 2013             | 50 км/х   | →                | 3:45:31   |
| 10—18.08.2013     | Москва                        | 14-й чемпионат мира по легкой атлетике             | 50 км/х   | 7 → 6            | 3:41:36   |
| 22—23.03.2014     | Сочи                          | Чемпионат и первенства России по спортивной ходьбе | 35 км/х   | →                | 2:30:14   |
| 03—04.05.2014     | Тайцан                        | Кубок мира по спортивной ходьбе                    | 50 км/х   | →                | 3:39:38   |
| 12—17.08.2014     | Цюрих                         | Чемпионат Европы по лёгкой атлетике                | 50 км/х   | 3                | 3:37:41   |
| 27—28.02.2015     | Сочи                          | Чемпионат и первенства России по спортивной ходьбе | 35 км/х   | → → аннулировано | 2:27:20   |
| 17.05.2015        | Мурсия                        | Кубок Европы по спортивной ходьбе 2015             | 50 км/х   | → → аннулировано | 3:43:57   |
| 17.02.2020        | Сочи                          | Командный чемпионат России по спортивной ходьбе    | 35 км/х   | 4                | 2:29:42   |
| 05.09.2020        | Вороново                      | Чемпионат и первенства России по спортивной ходьбе | 50 км/х   | 4                | 3:51:17   |

Причина изменения мест: Всероссийская федерация лёгкой атлетики неоднократно сообщала о санкциях в отношении ходоков в связи с нарушением антидопингового законодательства и их выступления были аннулированы.